# Гулоза
Гулоза — углевод, представитель альдогексоз. Этот моносахарид очень редко встречается  в природе, но была обнаружена, например, как сахарный компонент основных полярных липидов археи Thermoplasma acidophilum. При комнатной температуре представляет собой сироп со сладким вкусом.
Вещество растворимо в воде и немного в метаноле. Обе (D- и L-формы) не сбраживаются дрожжами.
В формуле Фишера у D(+)-формы ОН около 4-го атома углерода находится слева.
Гулозу можно рассматривать как эпимер галактозы по C-3.

Циклические формы гулозы

| Изомеры D-гулозы | Изомеры D-гулозы | Изомеры D-гулозы |
| Линейная форма   | Проекция Хеуорса | Проекция Хеуорса |
| ---------------- | ---------------- | ---------------- |
|                  | α-D-гулофураноза | β-D-гулофураноза |
| α-D-гулопираноза | β-D-гулопираноза |                  |

α-D-гулофураноза - (2R,3R,4R,5S)-5-[(R)-1,2-дигидроксиэтил)]-оксолан-2,3,4-триол

α-L-гулофураноза - (2S,3S,4S,5R)-5-[(S)-1,2-дигидроксиэтил)]-оксолан-2,3,4-триол

β-D-гулофураноза - (2S,3R,4R,5S)-5-[(R)-1,2-дигидроксиэтил)]-оксолан-2,3,4-триол

β-L-гулофураноза - (2R,3S,4S,5R)-5-[(S)-1,2-дигидроксиэтил)]-оксолан-2,3,4-триол

α-D-гулопираноза - (2R,3R,4R,5S,6R)-6-(гидроксиметил)-оксан-2,3,4,5-тетраол

α-L-гулопираноза - (2S,3S,4S,5R,6S)-6-(гидроксиметил)-оксан-2,3,4,5-тетраол

β-D-гулопираноза - (2S,3R,4R,5S,6R)-6-(гидроксиметил)-оксан-2,3,4,5-тетраол

β-L-гулопираноза - (2R,3S,4S,5R,6S)-6-(гидроксиметил)-оксан-2,3,4,5-тетраол